# Ommata anceps
Ommata anceps là một loài bọ cánh cứng trong họ Cerambycidae.